# Pangkil
Pangkil is een bestuurslaag in het regentschap Bintan van de provincie Riau-archipel, Indonesië. Pangkil telt 1248 inwoners (volkstelling 2010).